# Ajmer Singh
Ajmer Singh Chopra (in hindī अजमेर सिंह चोपड़ा; Rukanpur, 12 dicembre 1953) è un ex cestista indiano.

## Carriera
Con l'India ha disputato le Olimpiadi del 1980, segnando 149 punti in 7 partite.